# Споменик мајору Милану Тепићу у Београду
Споменик мајору Милану Тепићу је споменик у Београду. Налази се на Дедињу у општини Савски венац.

## Опште карактеристике
Споменик се налази на Дедињу, на углу Улице Љутице Богдана и Булевара кнеза Александра Карађорђевића, у непосредној близини улице која носи Тепићево име, а свечано су га открили 29. септембра 2017. његова ћерка Тања, син Александар и министри за рад, запошљавање, борачка и социјална питања Републике Србије Зоран Ђорђевић и Александар Вулин, поводом 26. годишњице од његове смрти.
Бронзана фигура Тепића рад је српске академске вајарке Катарине Трипковић. Споменик је висок 2,70 m, а на табли која се налази са бочне стране постамента пише:
„Једанпут људи дају ријеч, она остаје или се погази. Ја сам дао ријеч да ћу да браним ову земљу ако јој буде тешко.
Херој Милан Тепић

Беденик, 29. септембар 1991.”
Милан Тепић (Комленац код Босанске Дубице, 26. јануар 1957 — Бјеловар, 29. септембар 1991) био је мајор Југословенске народне армије и народни херој Југославије. Не желећи да током рата у Хрватској препусти непријатељу велико складиште оружја и муниције, мајор Тепић дигао је у ваздух војно складиште у којем се налазио.